# Tavi szörnyek
A tavi szörnyek azon tudomány számára ismeretlen állatfajok gyűjtőneve, melyek szemtanúk, fényképek és más bizonyítékok szerint egyes tavakban élnek. A tudományos kutatók többsége nem ismeri el ezen állatok létét, a kriptozoológia az a tudományág, mely ezeket a teremtményeket kutatja. A tavi szörnyekről általánosan elmondhatók, hogy bár különböző tavakból különböző tavi szörnyekről érkeznek beszámolók, mégis főbb ismertetőjegyeikben ezek az állítólagos lények megegyeznek.

## A tavi szörnyekről általában
A tavi szörny általában hüllőszerű élőlény, kígyóhoz vagy gyíkhoz hasonlatos, hosszú nyakkal, kis fejjel. Hosszukat általában több méteresnek írják le, de egyméteres óriáshüllőkről is érkezett már beszámoló. A dinoszauruszok felfedezése óta a tengeri őshüllőkhöz hasonlítják őket, azt is meg szokták adni, pontosan melyik fajhoz hasonlók. Testi erejüket testméretüknek megfelelően nagynak tartják, emberre potenciálisan veszélyt jelenthetnének. Ennek ellenére az elmúlt évezredben nem jegyeztek fel olyan esetet, amikor emberek sérültek volna meg tavi szörnyek állítólagos támadása következtében, a falupusztító szörny a legendák homályába vész. Ritka az olyan beszámoló is, amikor a megfigyelőre támadtak volna. A legtöbb megfigyelés egy, a vízből kiemelkedő fejet vagy hátat ír le, ezért feltételezhetően kifejezetten vízi életmódot folytatnak. Ritkán akadnak ennek ellentmondó megfigyelések is, amikor a lény rövid időre kijön a szárazföldre.
A tavi szörnyek eddig leírt típusa nagyjából megegyezik a tengerészlegendákban szereplő tengeri szörnyekkel. Az irodalmi művekben gyakran szerepel egy másik fajta, leginkább poliphoz hasonló, sokkarú, nyálkás bőrű tengeri vagy tavi szörny is. Ilyen tavi szörnyekről azonban nem tartanak nyilván beszámolókat, valóságos tengeri megfelelője lehet viszont a tudomány által is elismert óriás tintahal és az óriáspolip.

## Tavi szörnyek előfordulási helye és elnevezésük
Általában elmondható, hogy szinte minden megfelelően nagy mélységű tóban megfigyeltek már szörnyeket. Vannak azonban olyan tavi szörnyek, amelyekről már évszázadok óta rendszeresen érkeznek megfigyelések (például Nessie), és olyanok is, amelyeket az elmúlt évtizedekben észleltek először.
- Åmänningen, Svédország
- Åmmelången, Svédország
- Anaga, Tenerife, Spanyolország
- Bajkál-tó (Szibéria)
- Bala-tó (Wales)
- Bassenthwaite-tó (Anglia) – Eachy
- Brosznó-tó (Oroszország) – Brosznói sárkány
- Bullaren, Svédország
- Champlain-tó (Vermont, USA/Kanada) – Champ
- Crescent-tó, (Kína)
- Erie-tó (USA/Kanada)- Bessie
- Faymouth Ency (Cornwall, UK)
- Fegen, Svédország
- Flathead-tó (Montana, USA)
- Fulk's-tó (USA)
- Garda-tó (Olaszország)
- Green Acres-tó (Clovis USA)
- Gryttjen, Svédország – Gryttie
- Judarn, Svédország
- Kallsjön, Svédország
- Kenas-tó/Kanas-tó (Hszincsiang-Ujgur Autonóm Terület, Kína)
- Kleifarvatn (Izland)
- Kongó mocsárvidéke – Mokele-mbembe
- Koszkol-tó (Kazahsztán)
- Lago Las Rocas (Chile)
- Lago Maggiore (Olaszország, Svájc)
- Lickasjön, Svédország
- Loch Arkaig (Skócia)
- Loch Linnhe, (Skócia)
- Loch Maree (Skócia) – Muc-sheilch
- Loch Morar (Skócia) – Morag
- Loch Ness (Skócia) – Nessie, a Loch Ness-i szörny
- Loch Quoich, (Skócia)
- Loch Shiel, (Skócia) – Seileag
- Lough Keane (Írország)
- Lough Ree (Írország)
- Lough Muck (Írország)
- Malgomaj, Svédország
- Manitoba-tó (Manitoba, Kanada) – Manipogo
- Medve-tó (Idaho/Utah) (USA) – Medve-tavi szörny
- Memphrémagog-tó (Vermont, USA/Kanada)
- Menbu-tó (Kína)
- Mjörn, Svédország
- Mjøsa (Norvégia)
- Muskrat-tó Kanada – Mussie
- Nahuel Huapí-tó (Argentína) – Nahuelito
- Norra Dellen, Svédország
- Ontario-tó Kanada – Kingstie
- Okanagan-tó Kanada – Ogopogo
- Råsvalen, Svédország
- Raystown Lake, Pennsylvania USA
- Regnaren, Svédország
- Salstern, Svédország
- Seljordsvatnet-tó Norvégia – Selma (tavi szörny)
- Seneca-tó (New York, USA)
- Simcoe-tó (Ontario, Kanada)
- Södra Dellen, Svédország
- Sommen, Svédország
- Stensjön, Svédország
- Storsjön, Svédország – Storsjöodjuret
- Stora resjön, Svédország
- Svartsjön, Svédország
- Svarttjärn, Svédország
- Tahoe-tó (Kalifornia/Nevada, USA)
- Tavelsjön, Svédország
- Tiancsi-tó (Észak-Korea, Kína) – Tiancsi-tavi szörny
- Tingstäde träsk, Svédország
- Torne träsk, Svédország
- Tuttle Creek-tó, Kansas
- Van-tó, Van-tavi szörny (Törökország)
- Varbói-tó (Magyarország) - Magyar tavi szörny
- Västjutten, Svédország
- Vättern-tó, Svédország
- Windermere (Anglia) – Eachy
- Worth-tó, Texas – Worth-tavi szörny